# كارلين
كارلين (بالإنجليزية: Carlin)‏ هي مدينة صغيرة تقع بالقرب من الحدود الغربية في مقاطعة إلكو في شمال شرق ولاية نيفادا، 23 ميلا (37 كم) غرب مدينة إلكو. وهي جزء من منطقة إلكو الحضرية الكبرى. تقع كارلين على طول الطريق بين الولايات 80 على ارتفاع حوالي 4,900 قدم (1,500 م). بلغ عدد سكانها 2,368 نسمة حسب تعداد عام 2010،  وكان عدد السكان 2,211 نسمة في تعداد عام 2000. سميت المدينة على الجنرال من الحرب الأهلية ويليام باسمور كارلين. شعارها هو «حيث يتوقف القطار... وتبدأ حمى الذهب».
كان كارلين موطن رجل الطب الأمريكي الأصلي جون «رولينج ثاندر» بوب، الذي كان يعمل كعامل مكابح على السكك الحديدية.

## التركيبة السكانية
حدّد مكتب تعداد الولايات المتحدة بيانات التركيبة السكانية لكارلين في تعداد الولايات المتحدة. في ما يلي، التركيبة السكانية حسب تعدادي 2000 و2010.

### تعداد عام 2000
بلغ عدد سكان كارلين 2,161 نسمة بحسب تعداد عام 2000، وبلغ عدد الأسر 792 أسرة وعدد العائلات 580 عائلة مقيمة في المدينة. في حين سجلت الكثافة السكانية 79.9 نسمة لكل كيلومتر مربع (206.9/ميل2). وبلغ عدد الوحدات السكنية 1,014 وحدة بمتوسط كثافة قدره 37.5 لكل كيلومتر مربع (97.1/ميل2).
وتوزع التركيب العرقي للمدينة بنسبة 91.90% من البيض و0.05% من الأمريكيين الأفارقة و1.76% من الأمريكيين الأصليين و0.60% من الأمريكيين ذوي الأصول الآسيوية و0.05% من سكان جزر المحيط الهادئ و3.79% من الأعراق الأخرى و1.85% من عرقين مختلطين أو أكثر و8.38% من الهسبانيون أو اللاتينيون من أي عرق.
بلغ عدد الأسر 792 أسرة كانت نسبة 42% منها لديها أطفال تحت سن الثامنة عشر تعيش معهم، وبلغت نسبة الأزواج القاطنين مع بعضهم البعض 58.6% من أصل المجموع الكلي للأسر، ونسبة 7.1% من الأسر كان لديها معيلات من الإناث دون وجود شريك، بينما كانت نسبة 7.6% من الأسر لديها معيلون من الذكور دون وجود شريكة وكانت نسبة 26.8% من غير العائلات. تألفت نسبة 21.6% من أصل جميع الأسر من عدة أفراد يعيشون في نفس المنزل ونسبة 5.8% كانت تتألف من شخص يعيش بمفرده يبلغ من العمر 65 عاماً أو أكثر. وبلغ متوسط حجم الأسرة المعيشية 2.73، أما متوسط حجم العائلات فبلغ 3.17.
بلغ العمر الوسطي للسكان 33.9 عاماً. وكانت نسبة 30.8% من القاطنين تحت سن الثامنة عشر، وكانت نسبة 7.4% بين الثامنة عشر والرابعة والعشرين عاماً، ونسبة 31.1% كانت واقعةً في الفئة العمرية ما بين الخامسة والعشرين والرابعة والأربعين عاماً، ونسبة 23.5% كانت ما بين الخامسة والأربعين والرابعة والستين، ونسبة 7.3% كانت ضمن فئة الخامسة والستين عاماً فما فوق. يوجد لكل 100 أنثى 108.8 ذكر، ويوجد لكل 100 أنثى في الثامنة عشر من عمرها فما فوق 114.3 ذكر.
بلغ متوسط دخل الأسرة في المدينة 49,571 دولارًا، أما متوسط دخل العائلة فبلغ 51,716 دولارًا. وكان متوسط دخل الذكور 47,396 دولارًا مقابل 21,813 دولارًا للإناث. وسجل دخل الفرد الخاص بالمدينة 19,377 دولارًا. وكانت نسبة 4.1% من العائلات ونسبة 7.8% من السكان تحت خط الفقر، وكان من هؤلاء نسبة 11.4% تحت سن الثامنة عشر ونسبة 3% في الخامسة والستين من العمر وما فوق.

### تعداد عام 2010
بلغ عدد سكان كارلين 2,368 نسمة بحسب تعداد عام 2010، وبلغ عدد الأسر 882 أسرة وعدد العائلات 576 عائلة مقيمة في المدينة. في حين سجلت الكثافة السكانية 87.5 نسمة لكل كيلومتر مربع (226.6/ميل2). وبلغ عدد الوحدات السكنية 1,043 وحدة بمتوسط كثافة قدره 38.6 لكل كيلومتر مربع (100.0/ميل2).
وتوزع التركيب العرقي للمدينة بنسبة 91.81% من البيض و1.82% من الأمريكيين الأفارقة و1.48% من الأمريكيين الأصليين و0.59% من الأمريكيين ذوي الأصول الآسيوية و2.58% من الأعراق الأخرى و1.73% من عرقين مختلطين أو أكثر و10.14% من الهسبانيون أو اللاتينيون من أي عرق.
بلغ عدد الأسر 882 أسرة كانت نسبة 34.2% منها لديها أطفال تحت سن الثامنة عشر تعيش معهم، وبلغت نسبة الأزواج القاطنين مع بعضهم البعض 51.4% من أصل المجموع الكلي للأسر، ونسبة 6.3% من الأسر كان لديها معيلات من الإناث دون وجود شريك، بينما كانت نسبة 7.6% من الأسر لديها معيلون من الذكور دون وجود شريكة وكانت نسبة 34.7% من غير العائلات. تألفت نسبة 26.9% من أصل جميع الأسر من عدة أفراد يعيشون في نفس المنزل ونسبة 7.1% كانت تتألف من شخص يعيش بمفرده يبلغ من العمر 65 عاماً أو أكثر. وبلغ متوسط حجم الأسرة المعيشية 2.56، أما متوسط حجم العائلات فبلغ 3.11.
بلغ العمر الوسطي للسكان 35.1 عاماً. وكانت نسبة 25.2% من القاطنين تحت سن الثامنة عشر، وكانت نسبة 10.7% بين الثامنة عشر والرابعة والعشرين عاماً، ونسبة 28.4% كانت واقعةً في الفئة العمرية ما بين الخامسة والعشرين والرابعة والأربعين عاماً، ونسبة 27.6% كانت ما بين الخامسة والأربعين والرابعة والستين، ونسبة 8.1% كانت ضمن فئة الخامسة والستين عاماً فما فوق. وتوزع التركيب الجنسي للسكان بنسبة 55.3% ذكور و44.7% إناث.

## المناخ
يظهر الجدول التالي التغييرات المناخية على مدار السنة لكارلين:
| البيانات المناخية لـكارلين        | البيانات المناخية لـكارلين | البيانات المناخية لـكارلين | البيانات المناخية لـكارلين | البيانات المناخية لـكارلين | البيانات المناخية لـكارلين | البيانات المناخية لـكارلين | البيانات المناخية لـكارلين | البيانات المناخية لـكارلين | البيانات المناخية لـكارلين | البيانات المناخية لـكارلين | البيانات المناخية لـكارلين | البيانات المناخية لـكارلين | البيانات المناخية لـكارلين |
| الشهر                             | يناير                      | فبراير                     | مارس                       | أبريل                      | مايو                       | يونيو                      | يوليو                      | أغسطس                      | سبتمبر                     | أكتوبر                     | نوفمبر                     | ديسمبر                     | المعدل السنوي              |
| --------------------------------- | -------------------------- | -------------------------- | -------------------------- | -------------------------- | -------------------------- | -------------------------- | -------------------------- | -------------------------- | -------------------------- | -------------------------- | -------------------------- | -------------------------- | -------------------------- |
| الدرجة القصوى °ف (°م)             | 65 (18)                    | 70 (21)                    | 80 (27)                    | 85 (29)                    | 98 (37)                    | 100 (38)                   | 106 (41)                   | 101 (38)                   | 98 (37)                    | 89 (32)                    | 76 (24)                    | 60 (16)                    | 106 (41)                   |
| متوسط درجة الحرارة الكبرى °ف (°م) | 39 (4)                     | 43 (6)                     | 53 (12)                    | 59 (15)                    | 69 (21)                    | 80 (27)                    | 91 (33)                    | 89 (32)                    | 78 (26)                    | 65 (18)                    | 50 (10)                    | 39 (4)                     | 63 (17)                    |
| متوسط درجة الحرارة الصغرى °ف (°م) | 11 (−12)                   | 14 (−10)                   | 22 (−6)                    | 25 (−4)                    | 32 (0)                     | 37 (3)                     | 41 (5)                     | 39 (4)                     | 32 (0)                     | 29 (−2)                    | 16 (−9)                    | 10 (−12)                   | 25 (−4)                    |
| أدنى درجة حرارة °ف (°م)           | −29 (−34)                  | −32 (−36)                  | −12 (−24)                  | 5 (−15)                    | 9 (−13)                    | 19 (−7)                    | 25 (−4)                    | 20 (−7)                    | 8 (−13)                    | −4 (−20)                   | −11 (−24)                  | −40 (−40)                  | −40 (−40)                  |
| الهطول إنش (مم)                   | 0.87 (22)                  | 0.75 (19)                  | 1.04 (26)                  | 1.25 (32)                  | 1.30 (33)                  | 0.80 (20)                  | 0.37 (9.4)                 | 0.44 (11)                  | 0.77 (20)                  | 0.99 (25)                  | 0.99 (25)                  | 1.05 (27)                  | 10.62 (270)                |
| المصدر: The Weather Channel       |                            |                            |                            |                            |                            |                            |                            |                            |                            |                            |                            |                            |                            |